# Ондлар
Ондлар (фр. Andelarre) насеље је и општина у источној Француској у региону Франш-Конте, у департману Горња Саона која припада префектури Везул.
По подацима из 2011. године у општини је живело 119 становника, а густина насељености је износила 26,04 становника/km². Општина се простире на површини од 4,57 km². Налази се на средњој надморској висини од 320 метара (максималној 427 m, а минималној 303 m).

## Демографија
| 1962. | 1968. | 1975. | 1982. | 1990. | 1999. | 2011. |
| ----- | ----- | ----- | ----- | ----- | ----- | ----- |
| 52    | 54    | 102   | 128   | 136   | 128   | 119   |

График промене броја становника у току последњих година